# エウジェニオ・ディ・サヴォイア (軽巡洋艦)
エウジェニオ・ディ・サヴォイア (イタリア語: Eugenio di Savoia) は、イタリア王立海軍が第二次世界大戦で運用したエマヌエレ・フィリベルト・デュカ・ダオスタ級軽巡洋艦。本艦は戦争を生き延びたが、賠償艦に指定される。ギリシャ海軍へ譲渡されてエリと改名、1964年まで使用された。 

## 概要
エウジェニオ・ディ・サボイアは、エマヌエレ・フィリベルト・デュカ・ダオスタ級としても知られるコンドッティエリ級軽巡洋艦の第4グループに属していた。 エマヌエレ・フィリベルト・デュカ・ダオスタ級の設計は、ライモンド・モンテクッコリ級軽巡洋艦を基礎にしており、排水量がわずかに増加し、装甲が大幅に強化されていた。内部機械も再配置されていた 。 
エウジェニオ・ディ・サヴォイアはジェノヴァのアンサルド社によって建造され、サヴォイア＝カリニャーノ公子エウジェーニオ・フランチェスコにちなんで名付けられた。

## 艦歴

### 第二次世界大戦
1937年2月中旬、 フランコ将軍が率いる反乱軍の支援のために、スペインのバルセロナ沖合に展開、市街地に艦砲射撃を加えた。 
この巡洋艦は第7巡洋艦隊に加わった。1938年になると、同戦隊司令官ソミグーリ提督の指揮下で姉妹艦「エマヌエレ・フィリベルト・デュカ・ダオスタ」と世界周航航海をおこない、その際に日本を訪問する予定であった。だがズデーテン危機が勃発して国際情勢が緊迫化、8月31日のナポリ出発は延期される。
11月にナポリを出発、カリブ海、南アメリカを訪れた。
イタリア領事館の公式発表をもとにハワイ経由で日本訪問との報道もあったが、実現せず1939年3月にラスペツィアに帰還した。7月中旬、チアノ外務大臣を乗せてフランコ政権下のスペインを訪問した。
第二次世界大戦の間に、彼女は以下の作戦に参加した。
- カラブリア海戦
- ハープーン作戦 – 雷撃機隊と共同でイギリス駆逐艦ベドウィンを撃沈
- ペデスタル作戦

1941年5月1日と6月3日に他の巡洋艦と共にトリポリ沖へ機雷を敷設。同年12月19日にイギリス海軍のK部隊がこの機雷原に突入し、軽巡洋艦ネプチューン (HMS Neptune, 20) と駆逐艦カンダハー (HMS Kandahar, F28) が沈没、軽巡2隻（オーロラ、ペネロピ）が大破するなどの被害を出している
1942年12月4日に他の巡洋艦とともにナポリに停泊中、 B－24リベレーター爆撃機による爆撃を受け、ライモンド・モンテクッコリが大破、ムツィオ・アッテンドーロが沈没した。 1943年のイタリア降伏後、本艦はスエズにおいて練習艦として使用された。

### 戦後
終戦後の1950年に戦争賠償としてイタリアからギリシャに移送された。 1951年に正式に編入され、船の名前は第一次バルカン戦争におけるエリの海戦（en:Naval Battle of Elli）と、宣戦布告前にイタリア王立海軍の潜水艦に撃沈された軽巡洋艦「エリ」の艦名を受け継ぎ、エリ (Έλλη) に改名された。 エリは前任の装甲巡洋艦「イェロギオフ・アヴェロフ (Γεώργιος Αβέρωφ) 」に代わってギリシャ海軍の総旗艦となり、当時のギリシャ国王のパウロス1世 の御召艦として1952年6月にコンスタンティノープル 、1955年9月にユーゴスラビア 、1956年6月にトゥーロン 、1958年5月にレバノンを親善訪問した。 エリは1959年にクレタ島のスダ湾に移され、クレタ島及びイオニア海方面の海軍司令本部として使用された。  1965年に退役し、海軍刑務所として使用された。  1967年から1974年までの軍事政権期間中、一部の海軍人が抵抗活動のかどでこの艦内に拘留された。 エリは1973年に売却された。